# 中東戰場 (第二次世界大戰)
中東戰場發生原因大都是德國和意大利在此煽動當地人民反抗同盟國（特別是英國），在英國伊拉克戰爭中更是如此，而這些起義或是反抗，最後都被擊敗及鎮壓，盟軍在此地獲勝。

## 巴勒斯坦戰場
大多数阿拉伯世界裡的巴勒斯坦人，在二次大戰時並沒有全體一致站在同一邊戰鬥。許多人是為英國軍隊效命，但是其他人看到軸心國的勝利將可提供完全獨立的最佳希望，便是巴勒斯坦。某些領導人還進一步去幫助軸心國，特別是耶路撒冷大穆夫提阿明·侯賽尼（後來被逐出巴勒斯坦）於1941年11月25日發起對盟軍的聖戰。
在戰爭期間，英國保護了一些英屬巴勒斯坦人以避免受到納粹迫害，並將安置他們在隔离营或是其他像是模里西斯等國。猶太伊尔贡組織於1944年11月6日在開羅刺殺了英國國務部長第一代莫因男爵沃爾特·吉尼斯。除了一方面和猶太恐怖分子的戰鬥外，英國還得和德國人在另一邊的北非戰鬥，英國人實在沒辦法和猶太人在巴勒斯坦戰爭拖太久，於是戰事到了重要階段。
由於英國對於阿拉伯半島的興趣，造成他們去佔領埃及和其他阿拉伯土地。猶太移居者在巴勒斯坦的聚集已經引發了嚴重的問題，又英國不希望使情況進一步惡化。同時英國當局也注意在難民船中，是否有可能的德國間諜混入巴勒斯坦。而伊尔贡組織反對英國的殖民地统治和多数人（即阿拉伯人）決定國家的去向。他們對進一步制約猶太移民的規定看作為挑釁。

## 英國伊拉克戰爭

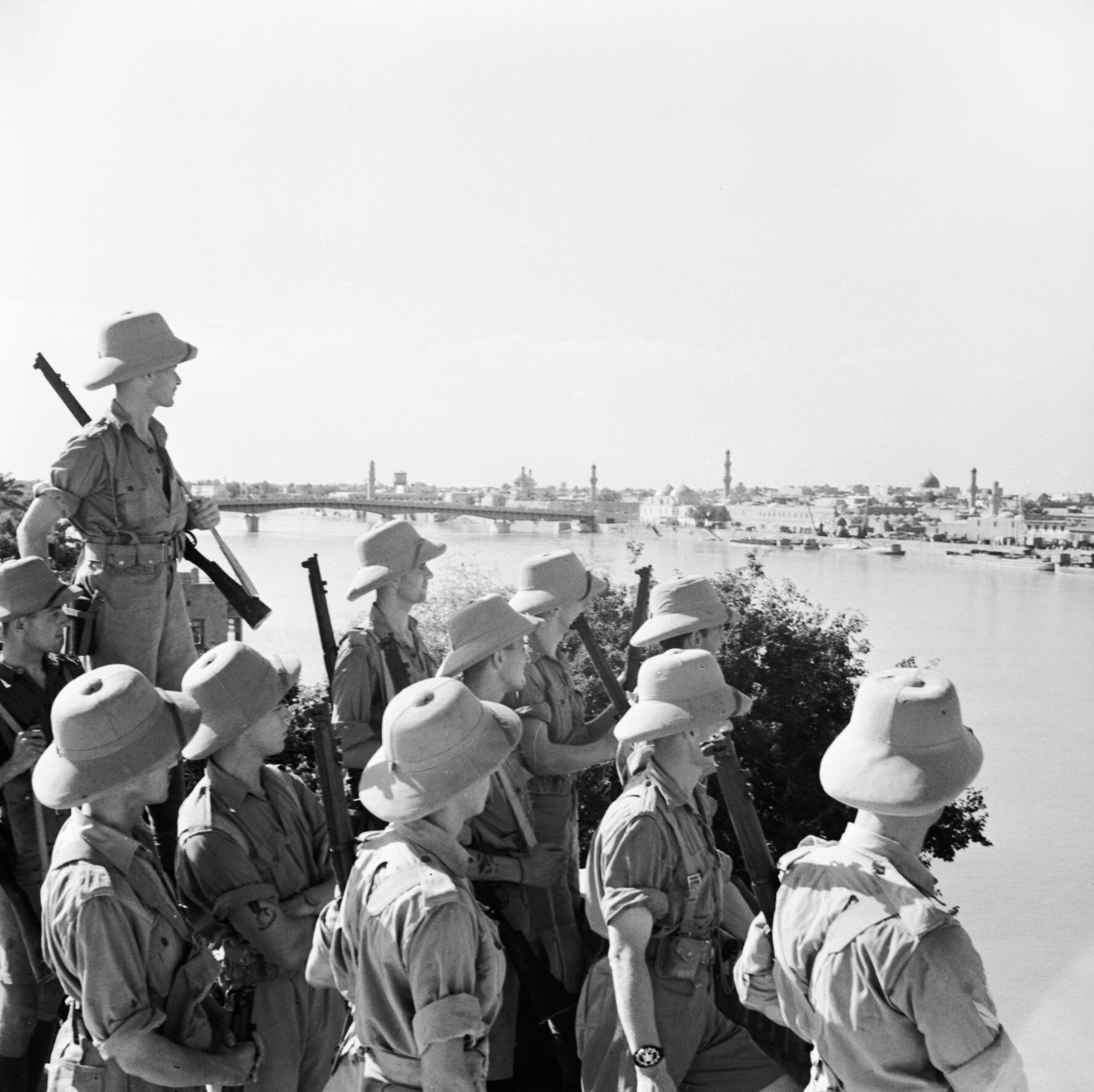
英軍正觀望著巴格達

1932年英國在保留某些條件下，正式地讓伊拉克獨立，條件中包括了英國軍事基地的保留。這導致了人民與傾向軸心國的伊拉克首相拉希德·阿里的不滿，而在1941年初決定要讓英軍做出讓步。
於是中東司令部倉促地湊組了一支軍隊，其中包括印度第10步兵師和阿拉伯軍團，他們於4月18日到達戰場。
在伊拉克有二個主要英國軍事基地，一個在巴斯拉，另一個則在哈巴尼亞，兩地都位於巴格達東北。
1941年5月，為了給中東地區的英軍部隊製造麻煩，德國利用伊拉克和英國之間的矛盾，煽動伊拉克首相拉希德．阿里率領伊拉克民眾發動起義，對巴斯拉、哈巴尼亞等地發起進攻，直接威脅到英國繼續進行戰爭所必需的石油供應。

## 英國入侵敘利亞及黎巴嫩

英國入侵敘利亞

在英軍向巴格達推進的期間，德國空軍的戰鬥機在伊拉克被擊落。
且在對付伊拉克人起義的同時，英國還不得不對付駐紮在敘利亞境內的三萬五千人的維琪法國軍隊，後者對德國唯命是從。
由於最近的軸心國軍隊攻陷羅得島，盟軍這下才意識到維琪法國控制的敘利亞或黎巴嫩，不斷提供德軍飛機的油料。這證實了盟軍中，有些人懷疑維琪法國" 武裝中立"的看法。

大馬士革戰役圖

1941年6月8日澳大利亞、自由法國、英國和印度軍團從巴勒斯坦向敘利亞和黎巴嫩南部挺進的。維琪法國倉促的發起抵抗。 然而，盟軍擁有更好的訓練和設備，最後告訴軸心國，敵我之間的實力懸殊。
7月8日敘利亞的東北部大致被盟軍奪取了，並且推進至幼發拉底河，同時威脅到維琪法國的大後方-貝魯特。
停戰的交涉於7月11日開始，維琪法國於7月14日簽字投降。

## 英蘇入侵伊朗
1941年8月25日至9月17日英国和苏联为了确保对伊朗的油田和援苏物资通道安全，联合出兵干涉伊朗的军事行动。
其中蘇聯強烈地需要透過戰爭以奪取它的資源供應，然後再抵抗德國。 
入侵的结果是英國和蘇聯軍隊侵略且佔領了伊朗。伊朗國王礼萨汗退位，而他的兒子繼承了王位。纳粹德国在伊朗的势力被全部肃清。

## 結局
德國在中東的勢力完全被掃平，英國得以保有石油基地。

## 更多資料
1. ^  Chronology of World War II Diplomacy 1939 - 1945（页面存档备份，存于） Italy did not declare war on all the Allied nations. For example after Italy's declaration of war on France and Britain on June 10, the next day France declares war on Italy and Great Britain, Australia, Canada, New Zealand and the Union of South Africa state that they are at war with Italy.
2. ^  Compton Mackenzie. . London: Chatto & Windus. 1951: 623 pages., p. 591